# 아와시마 치카게
아와시마 치카게(일본어: 淡島 千景, 1924년 2월 24일 ~ 2012년 2월 16일)는 일본의 배우이다.

## 출연 작품
- 하루와의 여행 (2010)
- 시베리아 초특급 5 (2005)
- 대정전의 밤에 (2005)
- 시베리아 초특급 2 (2001)
- 더 프랜즈 (1994)
- 나가사키의 아이 (1983)
- 모주 (1961)
- 코 진 코 지츠 (1961)
- 인간의 조건 (1959)
- 반딧불 (1958)
- 권적운 (1958)
- 황색 까마귀 (1957)
- 니혼바시 (1956)
- 이른 봄 (1956)
- 부부 팥떡 (1955)
- 비트윈 예스터데이 앤드 투모로우 (1954)
- 탁한 강 (1953)
- 당신의 이름은 (1953)
- 카르멘 사랑에 빠지다 (1952)
- 금일휴진 (1952)
- 오차즈케의 맛 (1952)
- 젬마 (1951)
- 초여름 (1951)